# Helicoconis maroccana
Helicoconis maroccana là một loài côn trùng trong họ Coniopterygidae thuộc bộ Neuroptera. Loài này được Carpentier & Lestage miêu tả năm 1928.